# Alexander van Cortenbach

Familiewapen
van Cortenbach

Alexander van Cortenbach (1590 - 1649) was de zoon van Adolf van Cortenbach en Philippine van Ruyschenberg. Hij was heer van Helmond van 1618-1649 en volgde zijn moeder op. Alexander was getrouwd met Anna van Ruyschenberg. Hun oudste zoon was Emond van Cortenbach.
In zijn jeugd was hij page aan het Hof te Brussel. Eigenlijk zou zijn oudere broer Charles van Cortenbach haar opvolgen, doch deze overleed in 1604. Alexander had een langlopend conflict met het stadsbestuur van Helmond. Hij was namelijk van mening dat hij geen belasting hoefde te betalen, wat door het stadsbestuur werd bestreden. Dit conflict werd pas in 1648 bijgelegd.